# Chiesa dei Santi Marcellino e Festo
La chiesa dei Santi Marcellino e Festo è una chiesa monumentale di Napoli ubicata nel centro storico, presso il largo San Marcellino, in prossimità del decumano inferiore.

## Storia
L'edificio conventuale è frutto dell'unione di due monasteri femminili basiliani confinanti risalenti all'alto Medioevo, uno del VII secolo dedicato ai santi Marcellino e Pietro, l'altro invece dedicato al culto di Festo e Desiderio e fondato nell'VIII secolo per volontà di Stefano II, vescovo e duca di Napoli. A tal proposito, in un documento del 1º marzo 763 si certifica la cessione da parte della badessa del monastero dei Santi Marcellino e Pietro a Stefano II di una casa con orto in prossimità della chiesa del monastero; pertanto dopo quattro anni dall'atto, il duca fu eletto vescovo della città e fondò quindi l'altra casa religiosa confinante con il monastero stesso.
Nel IX secolo il monastero dei Santi Marcellino e Pietro fu oggetto di importanti interventi di ristrutturazione voluti dalla vedova del duca Antimo di Napoli, cui comportarono anche la cessione di un quadro da parte dell'arcivescovo di Napoli che probabilmente era stato donato dall'imperatore bizantino Basilio II Bulgaroctono. 

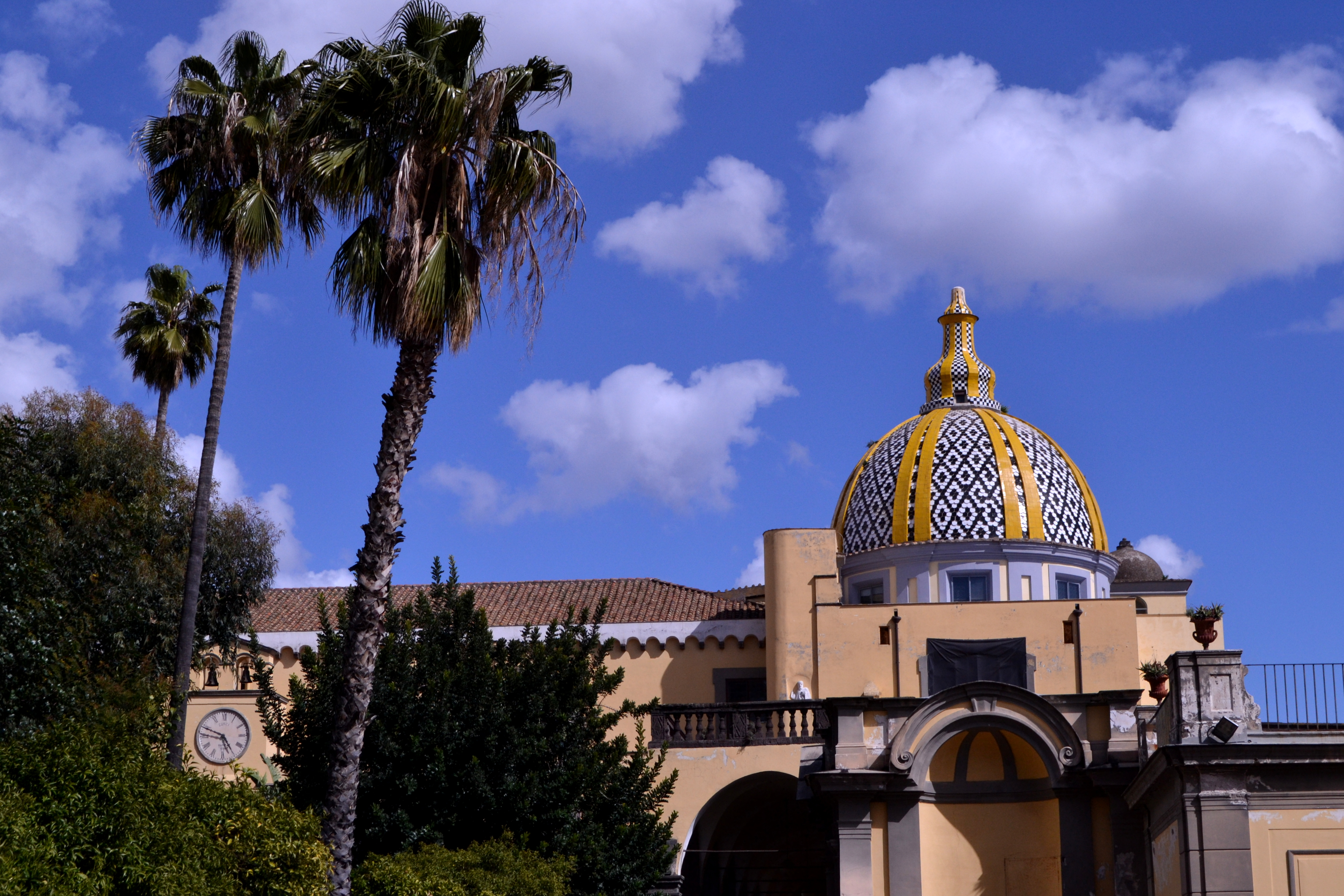
La cupola di Giovan Giacomo Di Conforto vista dal chiostro

Nel 1565 quello dei Santi Festo e Desiderio venne invece soppresso perché non rendeva economicamente e quindi le monache del monastero furono accorpate a quelle di San Marcellino e Pietro, il cui complesso assunse la nuova e definitiva intitolazione ai santi Marcellino e Festo. Appena due anni dopo la struttura venne nuovamente rimaneggiata su progetto di Giovanni Vincenzo Della Monica, i cui lavori di ammodernamento durarono circa trent'anni (dal 1567 al 1595).
All'inizio del secolo successivo risale invece la ricostruzione della chiesa barocca, che avvenne su disegno degli architetti Pietro D'Apuzzo e Giovan Giacomo Di Conforto; il tempio fu quindi abbellito da opere scultoree e pittoriche di rilievo eseguite dagli artisti più noti della città in quel periodo. Tra il 1626 e il 1645 inoltre risale l'edificazione della cupola maiolicata, progettata dallo stesso Di Conforto.
Nel 1707 fu avviato un ulteriore intervento di restauro sulla facciata della chiesa finché a metà del secolo non fu nuovamente restaurato tutto il complesso su progetto di Mario Gioffredo e Luigi Vanvitelli; in seguito, il primo fu estromesso mentre il secondo terminò il lavoro di consolidamento della cupola e il rifacimento del monastero con la chiusura del lato est del chiostro e la conseguente realizzazione dell'oratorio della Scala Santa. In questa fase i lavori terminarono definitivamente nel 1772.
Nel 1809, sotto il regno di Gioacchino Murat, il monastero fu soppresso perdendo così la sua funzione religiosa. Nel 1829 divenne invece educandato femminile assumendo la denominazione di "Secondo Educatorio Regina Isabella di Borbone" mentre nel 1907 un'ala del complesso fu destinata ad ospitare alcuni locali dell'Università degli Studi di Napoli Federico II, tuttora attiva nello spazio occupato dal chiostro monumentale e dall'oratorio della Scala Santa. Nel 1932 infine, in altri ambienti del monastero (come la sala del Capitolo e quella del Teatrino) venne istituito il Museo di Paleontologia di Napoli.

## Descrizione

### Pianta
| A - Atrio B - Interno 1. Controfacciata con il Passaggio del Mar Rosso, Giuseppe Simonelli (dipinto) 2. Soffitto con dipinti: - nella fascia centrale, Sacra Famiglia (Massimo Stanzione), Santissima Trinità (Massimo Stanzione) e Annunciazione (Bernardino Azzolino) - ai lati, Natività (Massimo Stanzione), Presentazione (Massimo Stanzione), Visitazione (Belisario Corenzio) e Purificazione (anonimo) 3. San Giovanni, scuola emiliana (dipinto) 4. Pietà, Andrea da Salerno (dipinto) 5. Madonna col Bambino, attribuito ad Agostino Tesauro (dipinto) 6. Apparizione della Madonna col Bambino a san Benedetto, Francesco De Mura (dipinto); nel sottarco affreschi sulle storie di san Benedetto (di Belisario Corenzio) 7. Altare e parete marmorea di Dionisio Lazzari; - ai lati le statue di San Marcellino e San Festo di Lorenzo Vaccaro; - al centro la pala della Visitazione di Luigi Garzi; - nel sottarco dell'abside affreschi di Belisario Corenzio e Nicola La Volpe con Storie di Gesù e l'Eterno 8. Cena in casa di Simone, Geronimo Starace (dipinto); nel sottarco affreschi sulle storie di san Donato (di Belisario Corenzio) 9. Cupola affrescata da Belisario Corenzio con i 12 compatroni della città; nei pennacchi santi e angeli musici 10. Statua lignea di San Donato, anonimo dell'Ottocento 11. Purificazione, Evangelista Draghi (dipinto) e monumento funebre barocco al un nobile della famiblia Mastromediano 12. Madonna ai piedi di Gesù, scuola di Benvenuto Garofalo (dipinto) | Pianta dell'interno |

### Esterno
La chiesa si presenta con una facciata progettata all'inizio del Seicento dal Di Conforto e D'Apuzzo, seppur sono evidenti le reminiscenze cinquecentesche dell'architettura, molto simile a quelle della chiesa di Santa Maria la Nova e di Santa Maria Regina Coeli. Al Seicento inoltre appartengono anche l'atrio, diviso in tre navate con volte a vela e colonne, nello stile della chiesa di San Gregorio Armeno, e il portale d'ingresso alla chiesa.
La cupola del Di Conforto (conclusa nel 1645) è invece rivestita con maioliche eseguite da Ignazio Chiaiese nel 1762, secondo i dettami dell'epoca, come avvenne già per le chiese di Santa Maria della Sanità o, ancora, per quella di San Gregorio Armeno.

### Interno

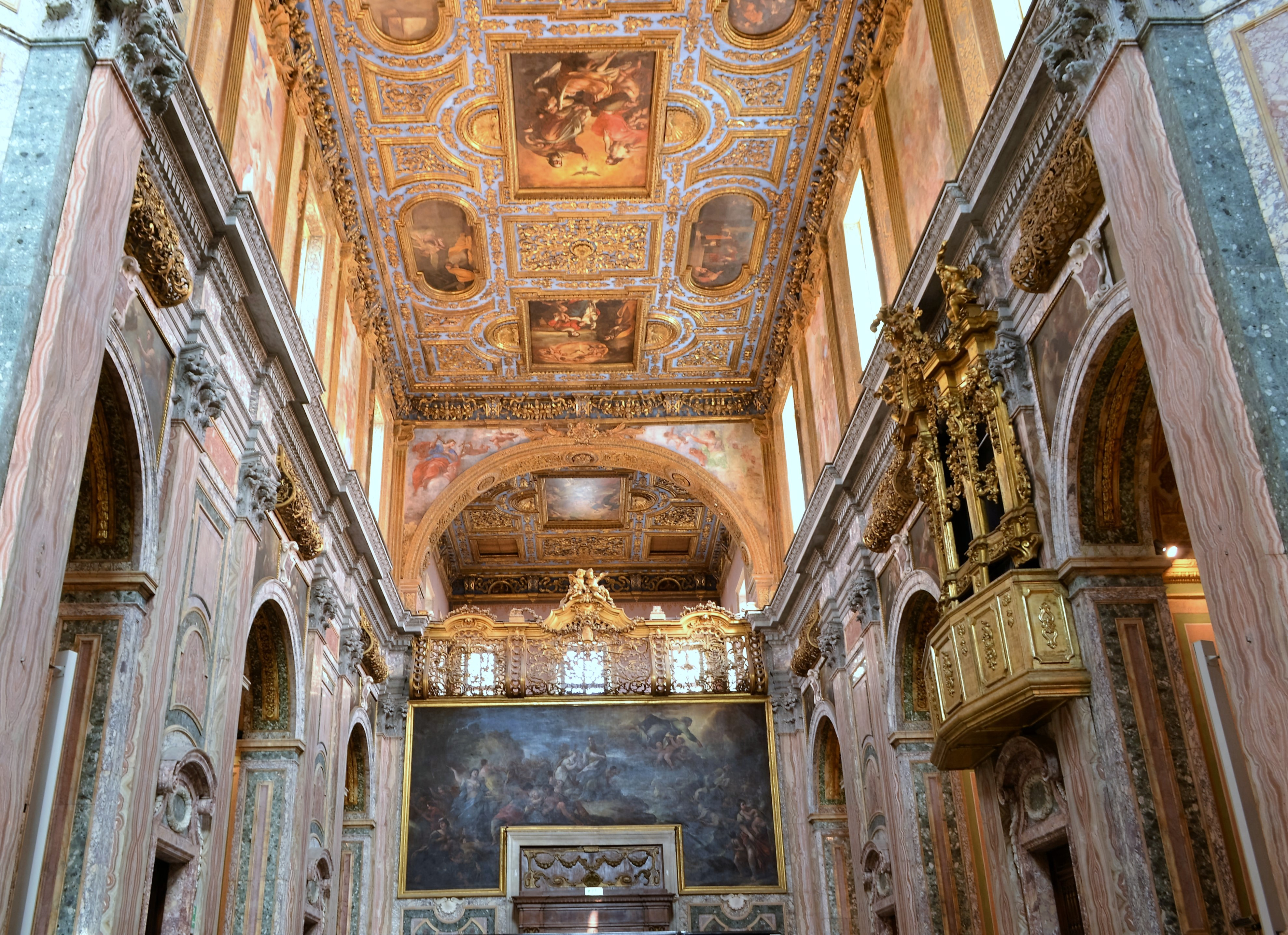
La navata vista verso la controfacciata

L'interno è a pianta a croce latina con cupola e un'unica navata sulla quale si aprono sei cappelle laterali, tre a lato. Le decorazioni si presentano con un intatto fascino frutto soprattutto dell'utilizzo abbinato di marmo e legno intagliato.
Le decorazioni principali delle pareti, interamente in marmi policromi, risalgono al XVIII secolo e furono progettate prima dal Gioffredo e poi da Luigi Vanvitelli, per poi essere eseguite dai marmorari Antonio Di Lucca e Domenico Tucci tra il 1759 e il 1767. Allo stesso Vanvitelli appartengono inoltre i progetti delle due grandi cappelle sulle pareti frontali del transetto, datate 1760-1762, mentre le gelosie in legno intarsiato furono invece realizzate tra il 1761 e il 1765 da Giuseppe D'Ambrosio.

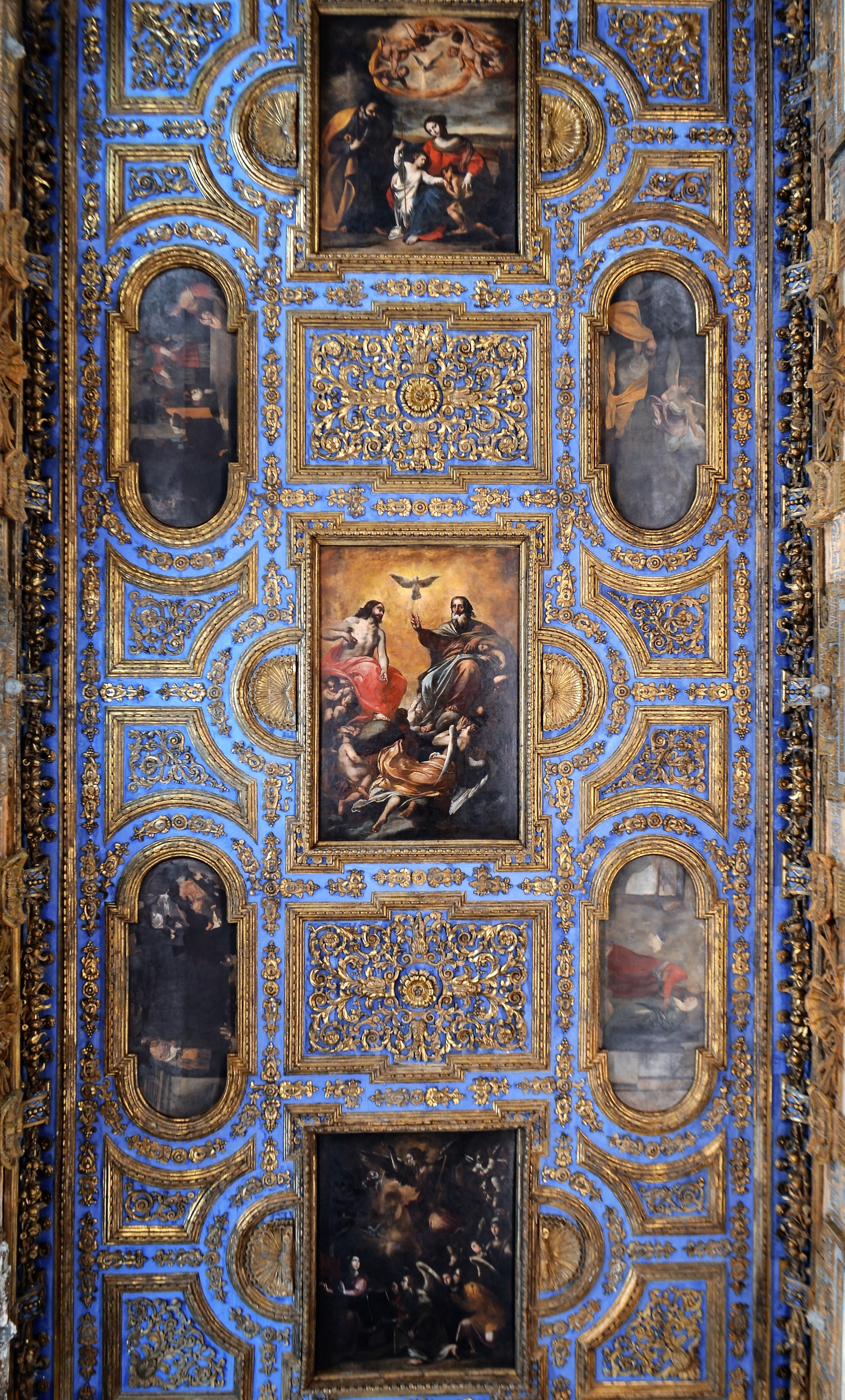
Volta della navata

Sulla controfacciata è collocata la grande tela del 1700 di Giuseppe Simonelli raffigurante il Passaggio del Mar Rosso, mentre sul soffitto ligneo, caratteristico per il suo cromatismo blu, sono collocate sette tele, delle quali, quattro di Massimo Stanzione: due sono nella fascia centrale, la Sacra Famiglia (350×300 cm) e la Santissima Trinità (400×380 cm), la prima più prossima all'ingresso e la seconda centrale, e due ritraenti la Natività e la Presentazione sul lato destro (entrambe 130×90 cm). La terza tela nella fascia centrale della volta, in prossimità del transetto, è invece di Bernardino Azzolino e ritrae la scena dell'Annunciazione (350×300 cm), mentre sul lato sinistro altre due tele ritraenti la Visitazione e Purificazione (entrambe 130×90 cm) sono la prima di Belisario Corenzio e la seconda (ampiamente danneggiata) di autore anonimo. Il soffitto decorato continua anche alle spalle della controfacciata, dov'è posto il coro delle monache (nello stesso modus architettonico della chiesa di San Gregorio Armeno) che risulta collocato al primo piano dell'atrio della chiesa. Qui è conservata un'altra tela nella fascia centrale e quattro minori attorno, di cui due scomparse; il pavimento maiolicato risale invece alla metà del Settecento e le "riggiole" sono opera di Ignazio Chiaiese, mentre la grata che consente l'affaccio sulla navata della chiesa fu compiuta intorno al 1766 da Francesco di Fiore.
Ai lati dei finestroni del registro superiore sono invece disposti quattro affreschi di scuola del Corenzio con Storie della Vergine e ancora più in basso, sopra gli archi d'ingresso alle cappelle laterali, sono gli affreschi del Simonelli che raffigurano alcune coppie di sante benedettine: a destra sono Santa Matilde e Attilia sopra la prima cappella, Sant'Elisabetta e Cunegonda sulla seconda e Sant'Ediltrude e Geltrude (quest'ultima figura però scomparsa del tutto) sulla terza; a destra sono invece Santa Batilde e Lugarda, Santa Matilde e Ida e Sant'Elodasinia e Tela rispettivamente sulla prima, seconda e terza cappella.

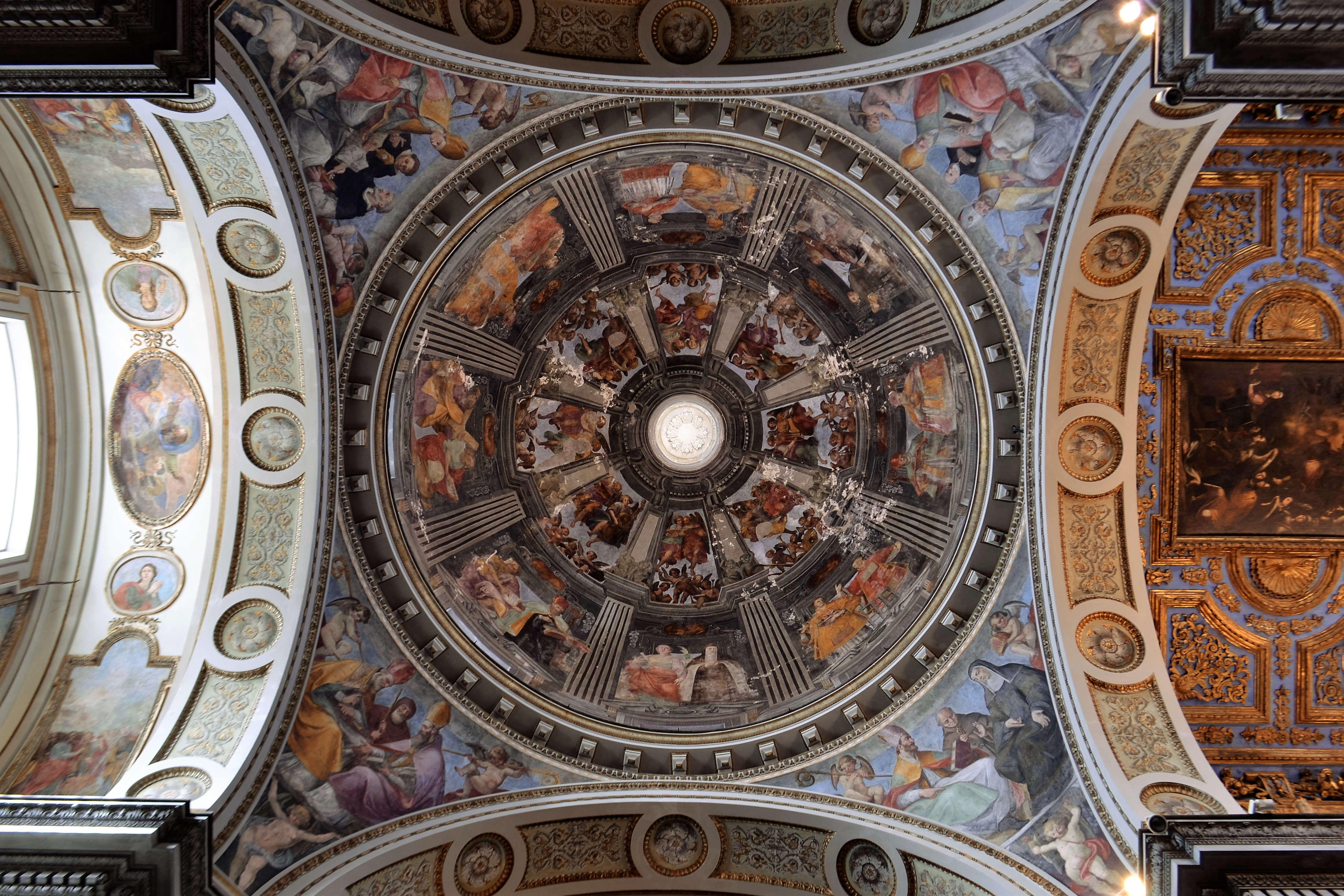
Cupola

Al centro del transetto si eleva la cupola, dove sono gli affreschi di Belisario Corenzio compiuti tra il 1630 e il 1640 con le figure di dodici compatroni della città nei pennacchi e santi e angeli musicanti che riempiono rispettivamente tamburo e volta; alcune figure della composizione furono tuttavia restaurate o addirittura rifatte ex novo da Nicola La Volpe in occasione dei rimaneggiamenti avvenuti nella metà dell'Ottocento e che hanno interessato tutto l'interno della chiesa. I compatroni sono raffigurati in gruppi di tre per ogni peduccio e sono: Sant'Eusebio, santa Patrizia e san Giovanni della Marca e San Gennaro, san Tommaso e sant'Agnello rispettivamente a destra e sinistra dei due peducci più prossimi all'altare maggiore, mentre negli altri due in prossimità della navata sono San Severo, sant'Agrippino e san Giuseppe e Sant'Aspreno, sant'Attanasio e san Francesco di Paola rispettivamente in quello di sinistra e destra. I santi dipinti sul tamburo invece sono raffigurati in coppie di due alternandosi a finte colonne affrescate in trompe-l'œil; partendo dalla coppia sul riquadro centrale allineato all'altare maggiore e proseguendo in senso orario questi sono: Sant'Andrea e san Giovanni Apostolo, San Girolamo e san Gregorio Magno, San Nicola e san Bonaventura, Sant'Antonio Abate e sant'Antonio da Padova, San Biagio e san Donato, Santo Stefano e san Lorenzo, Santa Caterina da Siena e santa Caterina Martire e infine San Luca e sant'Agostino. Sulla volta della cupola invece sono raffigurati gruppi di angeli musicanti anch'essi alternati alle finte colonne affrescate che si prolungano dal tamburo; al centro invece si apre l'unico punto luce della cupola, costituito dal lucernario.
Il fronte del transetto sinistro è caratterizzato dalla grande tela di Francesco De Mura con l'Apparizione della Madonna col Bambino a san Benedetto sopra un altare marmoreo, mentre sul fronte del transetto destro è infine il dipinto di Geronimo Starace con la Cena in casa di Simone. Il Corenzio è invece l'autore degli affreschi sui sottarchi dei due cappelloni laterali del transetto e nei riquadri ai quattro angoli della crociera, dove a sinistra eseguì le Storie della vita di san Benedetto, riprendendo alcune delle scene del ciclo sul santo che Antonio Solario eseguì nel vicino chiostro del Platano della chiesa dei Santi Severino e Sossio, mentre a destra compì le Storie di san Donato.

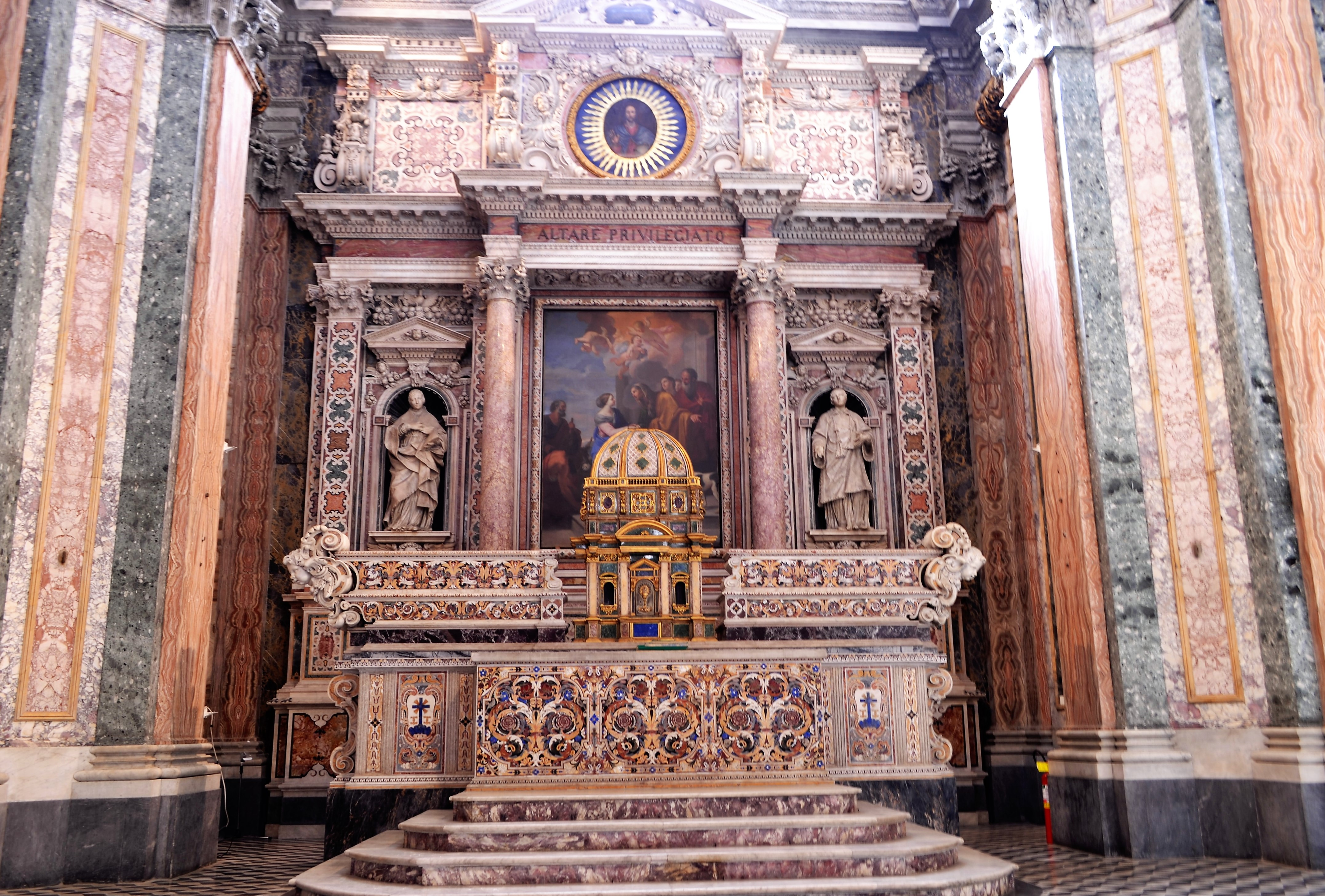
Altare maggiore

L'altare maggiore, databile al 1670, così come il pregevole ciborio in marmi e bronzi dorati provengono dalla demolita chiesa di Sant'Anna di Palazzo in sostituzione (avvenuta durante i lavori di restauro ottocenteschi) di un altro già in chiesa, che fu poi ricollocato nel duomo di Sorrento. Entrambe le opere sono di Dionisio Lazzari, a cui appartiene anche il rifacimento del grande riquadro marmoreo che decora la parete frontale alle spalle, anch'esso comunque preesistente. Ai lati dell'ancona marmorea sono collocate entro due nicchie le statue di Lorenzo Vaccaro ritraenti San Marcellino e San Festo, al centro è invece la pala della Visitazione di Luigi Garzi databile al 1700: anche questo dipinto fu collocato sull'altare dalle monache salesiane solo dopo il lavoro di restauro ottocentesco, rimpiazzando quindi l'opera che originariamente occupava quello spazio, di Giovanni Bernardo Lama raffigurante San Marcellino e san Festo e composta per l'altare maggiore della scomparsa chiesa di San Festo e Desiderio, in quanto fu ceduta al La Volpe a mo' di compenso per i lavori eseguiti all'interno dell'edificio. Ancora, nel sottarco dell'abside, su cui però rilavorò il La Volpe che ridipinse sostanzialmente alcune scene, così come nei due riquadri laterali al finestrone, sono infine l'Eterno e le Storie di Gesù, eseguite in origine dal Corenzio.

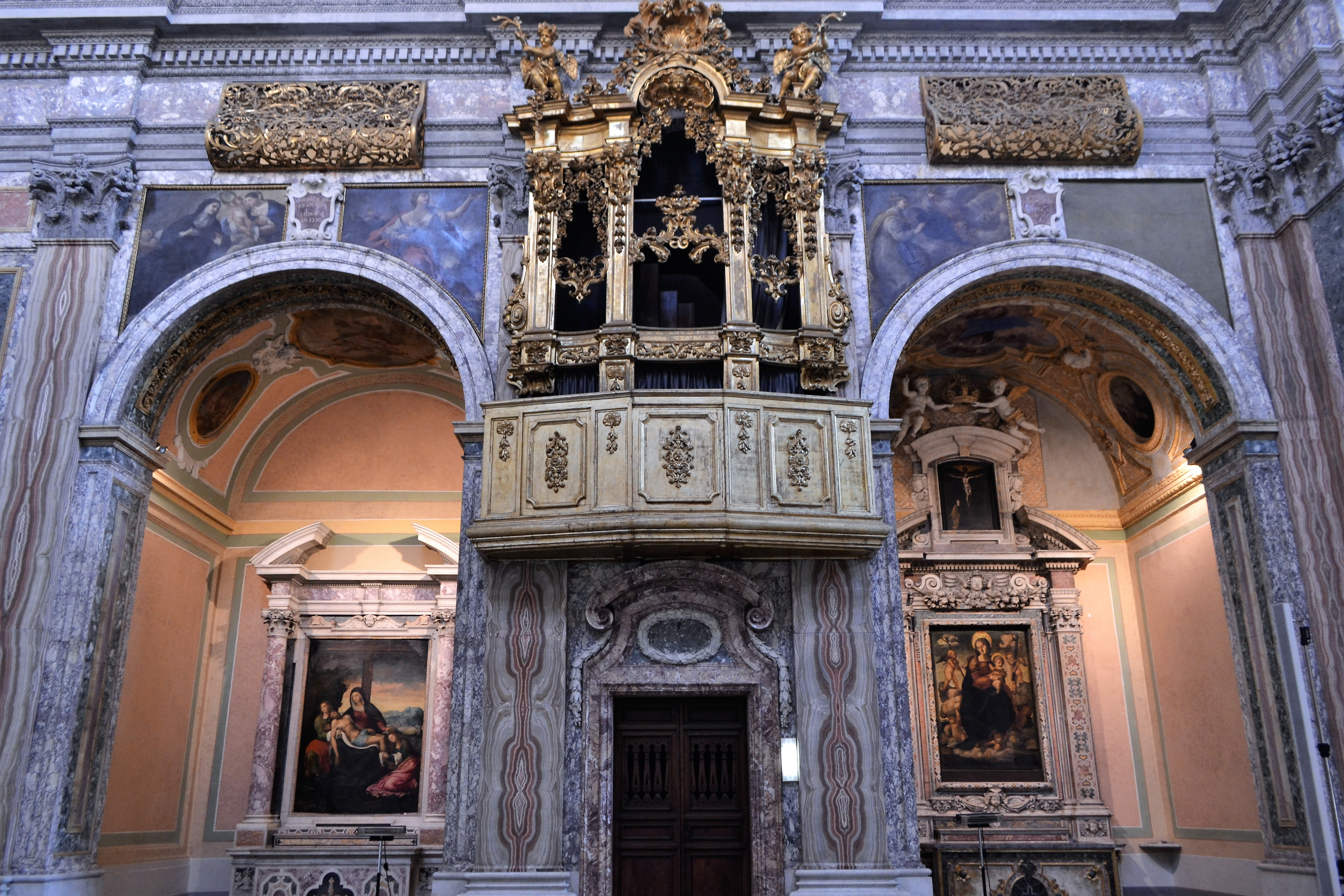
Cappelle laterali (seconda e terza di sinistra)

Le cappelle laterali sono al loro interno caratterizzate pressoché unicamente dalla presenza alle pareti frontali di dipinti della scuola napoletana e, in quasi tutte di queste, da affreschi nei tondi delle del Corenzio. Nella prima cappella a sinistra è un San Giovanni Battista di scuola emiliana; nella seconda cappella è una Deposizione di Andrea da Salerno e nella terza, invece, una Madonna col Bambino in gloria tra angeli attribuita a Agostino Tesauro. Le cappelle di destra sono caratterizzate da una Madonna ai piedi di Gesù della scuola di Benvenuto Garofalo nella prima, da una tela sulla Purificazione di Evangelista Draghi e da un monumento funebre barocco a un esponente della famiglia Mastromediano rispettivamente nella parete frontale e in quella di sinistra della seconda cappella, e infine da una scultura lignea su San Donato del 1810 sull'altare della terza.
L'accesso alla sacrestia della chiesa è dato da una porta collocata sotto l'organo a canne, tra la seconda e terza cappella di sinistra. Al suo interno è presente mobilia cinquecentesca e, incastonato ad una parete, un lavabo databile allo stesso secolo. Una porta tra la seconda e terza cappella di destra invece conduce alla sala del Comunichino, che si sviluppa alle spalle del transetto destro, caratterizzato anch'esso da mobilia cinquecentesca alle pareti oltre che da un ampio pavimento maiolicato con paesaggi e figure allegoriche animali. Tra la prima e seconda cappella di destra, infine, è l'accesso laterale alla chiesa, che collega la stessa al chiostro monumentale.

## Monastero
Il monastero urbano benedettino dei Santi Marcellino e Festo si sviluppa sul fianco destro della chiesa. Le sale che compongono il complesso sono destinate ad ospitare il dipartimento di Scienze Politiche dell'Università degli Studi di Napoli "Federico II", mentre altre, come la sala capitolare o quella del Teatrino, che presentano una pavimentazione in maioliche di Giuseppe Massa del 1750, ospitano oggi il Museo di Paleontologia. Il monastero si compone inoltre di un ampio chiostro monumentale, con arcate in piperno, opera architettonica di Giovanni Vincenzo Della Monica compiuta tra il 1567 e il 1595, su cui si apre una vista panoramica verso il mare oltre che sull'oratorio della Scala Santa, progettato quest'ultimo da Luigi Vanvitelli nel 1772 ad un livello inferiore rispetto al chiostro.